# طیف‌نگار تصویربرداری تلسکوپ فضایی

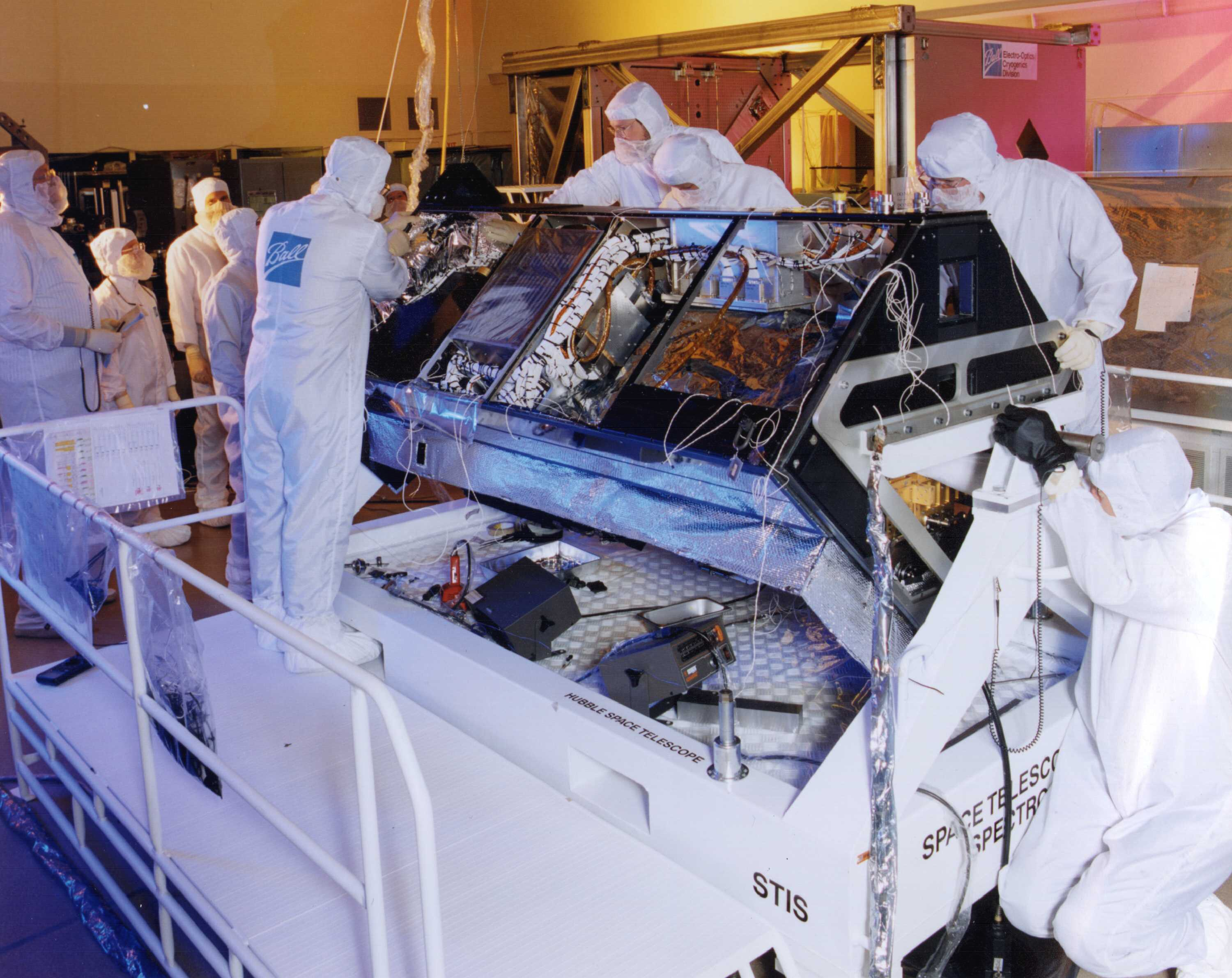
طیف‌نگار تصویربرداری تلسکوپ فضایی در حال ساخت، سال ۱۹۹۶

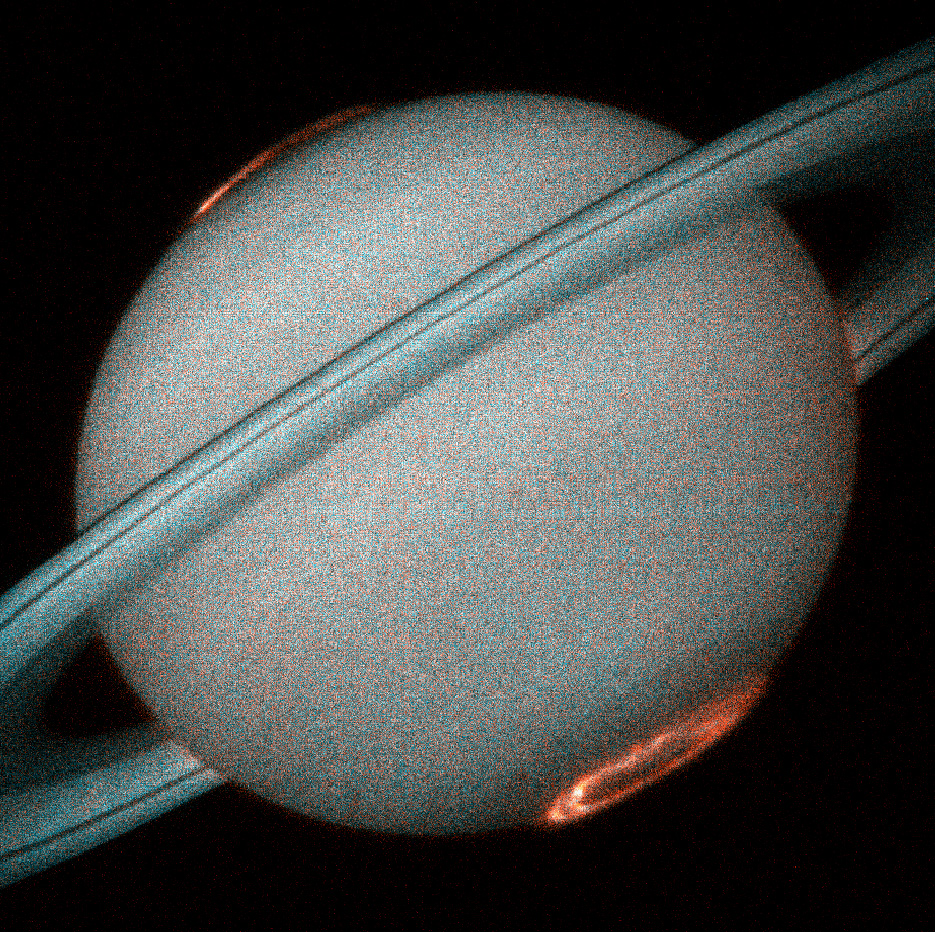
تصویر دوربین طیف‌نگار تصویربرداری تلسکوپ فضایی از شفق قطبی در سیاره زحل

طیف‌نگار تصویربرداری تلسکوپ فضایی (انگلیسی: Space Telescope Imaging Spectrograph) که به اختصار STIS خوانده می‌شود، نوعی طیف‌نگار به‌همراه یک دوربین است که بر روی تلسکوپ فضایی هابل نصب شده‌است. بروس وودگیت مهندس هوافضای مرکز پروازهای فضایی گادرد محقق و خالق اصلی این ابزار بود. این طیف‌نگار از سال ۱۹۹۷ تا اوت ۲۰۰۴ که منبع تغذیه آن قطع شد، به فعالیت مشغول بود و پس از تعمیر در سال ۲۰۰۹ دوباره فعالیت خود را آغاز کرد. طیف‌نگار STIS موفق به انجام رصدهای مهمی شده‌است که از جمله آن‌ها می‌توان نخستین طیف اتمسفر یک سیاره فراخورشیدی به‌نام HD 209458 b را نام برد.